# Casati (Unternehmen)
Casati ist ein italienischer Hersteller von Rennrad-, Mountainbike- und Bahnrahmen mit Sitz in Monza in der Lombardei.

## Geschichte
1920 gründete der italienische Radrennfahrer Pietro Casati das Unternehmen. Gianni Casati und seine Söhne Massimo und Luca führen das Familienunternehmen heute weiter. Casati hat lange den Amateurstraßenradsport gesponsert. Einer der unterstützten Fahrer war Gianni Bugno, der auf Casati-Rädern mehrere Jahre fuhr. Eines von Bugnos Casati-Rädern befindet sich im Radsport-Museum „Museo del Ciclismo Madonna del Ghisallo“ in Magreglio.

## Erfolge
1980 gewann der spätere Doppelweltmeister und Giro-d’Italia-Sieger Gianni Bugno die Coppa d’Oro mit einem Casati-Rennrad. 2008 gewann der für das Danieli Cycling Team fahrende Mychajlo Kononenko eine Etappe von Polska-Ukraina und die Gesamtwertung der Mainfranken-Tour. 2010 gewann der für das Team Casati Ngc Perrel A.S.D. fahrende Andrea Guardini die dritte Etappe des Giro Ciclistico d’Italia. In der UCI Europe Tour 2011 gewannen für Team Casati Named Marco Zanotti (dritte und neunte Etappe Giro Ciclistico d’Italia), Cristian Rossi (Circuito del Porto - Trofeo Arvedi) und Cristiano Monguzzi (Piccolo Giro di Lombardia).

## Teams
Folgende Teams wurden mit Casati-Rennrädern ausgerüstet:
2011
- Team Casati Named

2009–2010
- Casati Ngc Perrel A.S.D.

2008
- Danieli Cycling Team[2]

1995
- Tritech
- Powerbar-Casati